# Svartbröstad stenskvätta
Svartbröstad stenskvätta (Oenanthe pileata) är en fågel i familjen flugsnappare inom ordningen tättingar.

## Utseende och läte
Svartbröstad stenskvätta är en kraftigt tecknad stenskvätta, med vitt ögonbrynsstreck, svart mask genom ögonen och ett svart band tvärs över bröstet. I flykten syns svart yttre stjärthalva och vit inre. Den varierande sången är en snabb serie bestående av kluckande och visslande ljud.

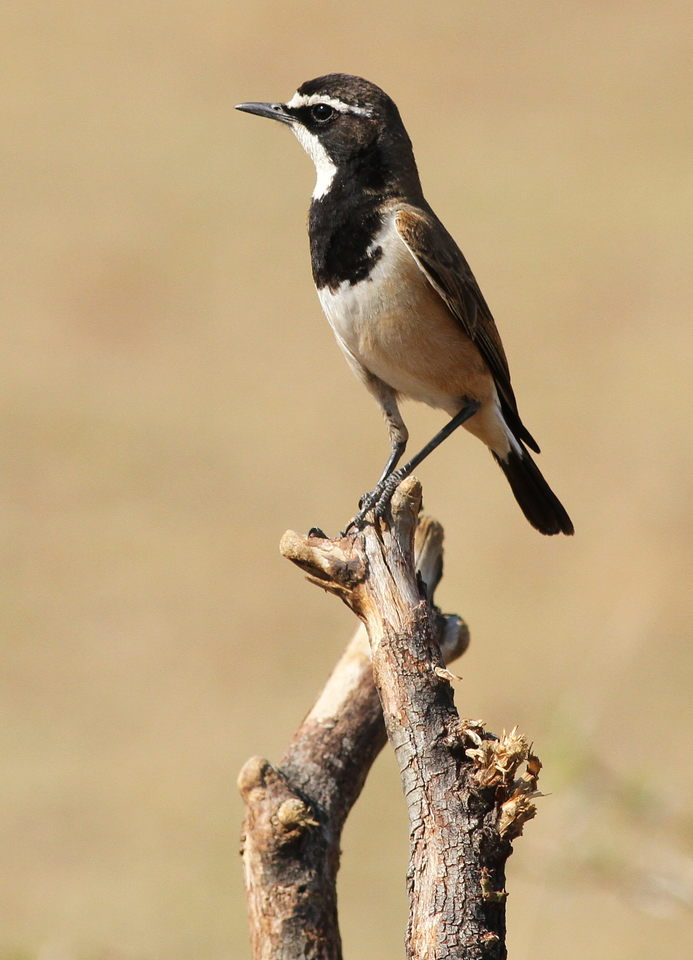

## Utbredning och systematik
Svartbröstad stenskvätta förekommer i södra Afrika. Den delas in i tre underarter med följande utbredningsområde:
- Oenanthe pileata neseri – södra Angola och norra Namibia till västra Botswana
- Oenanthe pileata livingstonii – östra Angola till Kongo-Kinshasa, Kenya, Tanzania, Malawi och Moçambique
- Oenanthe pileata pileata – i södra Namibia och Sydafrika

### Familjetillhörighget
Stenskvättorna ansågs fram tills nyligen liksom bland andra buskskvättor, stentrastar, rödstjärtar vara små trastar. DNA-studier visar dock att de är marklevande flugsnappare (Muscicapidae) och förs därför numera till den familjen.

## Levnadssätt
Svartbröstad stenskvätta hittas i öken, torr savann och kortvuxna gräsmarker. Den ses ofta sitta på stolpar eller andra strukturer.

## Status
Arten har ett stort utbredningsområde och beståndet anses stabilt. Internationella naturvårdsunionen IUCN listar den därför som livskraftig (LC).